# 事故米穀
事故米穀（じこべいこく）とは、米を購入した時点、または保管している期間中にカビが発生したり水濡れ等の被害を受けたもの、または一日摂取許容量を超える濃度の残留農薬などが検出されたものを指す。事故米（じこまい）、汚染米（英: Tainted Rice）とも言う。

## 代表的な原因物質
- 残留農薬
  - メタミドホス
  - アセタミプリド
- カビ毒
  - 黄変米 - カビによる変色がある米。
  - アフラトキシン - 非常に強い発癌性を持つカビ毒。
- 重金属
  - カドミウム - カドミウム中毒を起こす。水質汚染や土壌汚染が原因。後述。
- 放射線 - 東日本大震災の際には「セシウムさん問題」などの風評被害を生んだ。

## 日本における事故米
日本においては、食糧法の2004年の大幅改正により、事故米穀の取り扱いが自由化された。

### 発生経路
事故米穀が発生するルートとしては、以下の3種類がある。
1. 日本産の米を日本国政府が買い上げた政府米について、保管中にカビや水濡れが発生したもの
2. ミニマム・アクセス（最低輸入機会保証）の取り決めにより、外国産米を政府が買い上げた政府米（ミニマム・アクセス米、略してMA米）について、保管中にカビや水濡れが発生したもの、および基準値以上の残留農薬が検出されたもの
3. 外国産米を民間企業が購入した非政府米について、保管中にカビや水濡れが発生したもの、および基準値以上の残留農薬が検出されたもの

三笠フーズの事件では、1 - 3のいずれの米の転売も行なわれていたが、特に2の米の量が多かったことから、2の米の意味で「事故米」という言葉が使われることが多くなっている。しかし、下記の公表データでは、MA米に限っても商社経由で販売されたものが多数（約5分の4）を占めているのが実際である。

### 混入率
農林水産省が公表したデータによると、1995年度から2007年度までに日本国内で販売された事故米穀の総量は、政府販売分・商社販売分の合計で3万4185トンであった。その内訳は、備蓄米として購入された国産米から生じたものが8528トン（24.95%）で、ミニマムアクセス米として輸入された外国産米から生じたものが2万5657トン（75.05%）であった。同時期に輸入された865万トンのミニマムアクセス米のうち、事故米穀の混入率は0.297%である。

### 再利用
事故米は、発癌性のあるカビ毒のアフラトキシンや農薬のメタミドホスなどが含まれるため、人間の食用には適さず、所定の手続きを経た企業を介して政府から売却される。この事故米穀の用途は非食用（工業用）に限定されたり、制限をしている。

### 事故米不正転売事件
2008年9月、日本で事故米不正転売事件が発生。農林水産省が農薬のメタミドホスとアセタミプリド、アフラトキシンB1を含んだ事故米穀（中国産もち米、ベトナム産うるち米）を工業用として売却した三笠フーズが食用として転売していたことが発覚した。
農林水産省は糊の原材料として事故米を販売したと説明したが、米のデンプンでは粘性が低下して糊にならないので、糊の業界団体およびメーカー各社では、米を原材料として使うことはないとの反論を受け、国の説明が不十分であると批判された。
事件発生後、農林水産省は事故麦についても不正転売の調査をしたが、すべて適正に工業用に使用され、不正転売はなかった。

## カドミウム米
有害な重金属であるカドミウムを含む汚染米は、カドミウム米と呼ばれる。これは、自然の土壌に含まれているカドミウムや、鉱山・精錬工場などから流出して、河川や農業用水を水質汚染し、耕作地を土壌汚染したカドミウムが、栽培された稲に吸収されて、米に蓄積したものである。カドミウムは摂取によりカドミウム中毒を引き起こし、イタイイタイ病や腎機能障害の原因物質となる有害物質である。

### 日本
日本では食品衛生法上、玄米のカドミウム残留基準値は1ppm、すなわち玄米1kg中に1mgとされ、1ppm以上蓄積しているものは販売や加工が禁止されている（白米は0.9ppm）。そのため、1ppm以上のカドミウム米は焼却処分とされている。
また、0.4ppm以上1ppm未満のカドミウム米は、1970年から2003年は国が買い上げていたが、食糧法改正により事故米穀の取り扱いが自由化された2004年以降は、国から補助金を受けた社団法人全国米麦改良協会が買い上げて、粉砕し粉にしたものに赤く着色し、非食用（工業用）として売却されていた。2008年の事故米不正転売事件後のカドミウム米調査では不正転売はなかったが、事件を受け、国はカドミウム米の売却を中止すると発表した。

### 中国
中国政府調査では、2002年は米の10%（推計2000万トン)、2008年は江西省・湖南省・広東省の米60%がカドミウム米 (Cadmium-tainted rice) となっており、湖南省の住民にはカドミウム中毒の症例も確認されている。